# Sint-Gorgoniuskerk

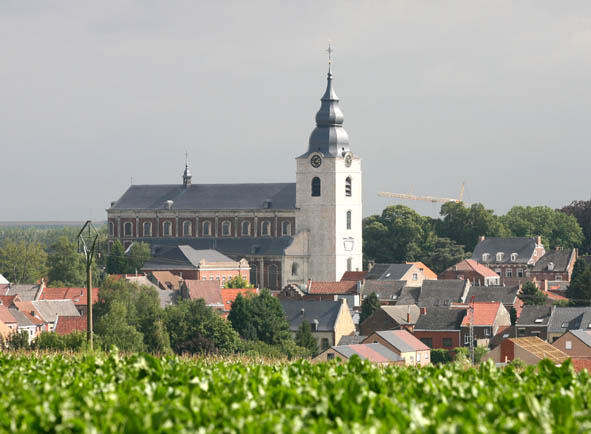
Sint-Gorgoniuskerk

De Sint-Gorgoniuskerk is de parochiekerk van de Vlaams-Brabantse plaats Hoegaarden, gelegen aan het Gemeenteplein 1B.

## Geschiedenis
Een romaanse kerk brandde af in 1724. Een nieuwe kerk werd gebouwd naar ontwerp van Jacques Antoine Hustin. Deze kerk werd voltooid in 1744. Het was oorspronkelijk een kapittelkerk. De kerk staat op een heuvel en domineert het landschap.

## Gebouw
Het betreft een basilicaal kerkgebouw met voorgebouwde toren en een halfronde apsis. Het schip, in rococostijl, is gebouwd in baksteen en heeft segmentboogvensters. De toren is in witte Gobertangesteen opgetrokken en voorzien van een peervormige spits.

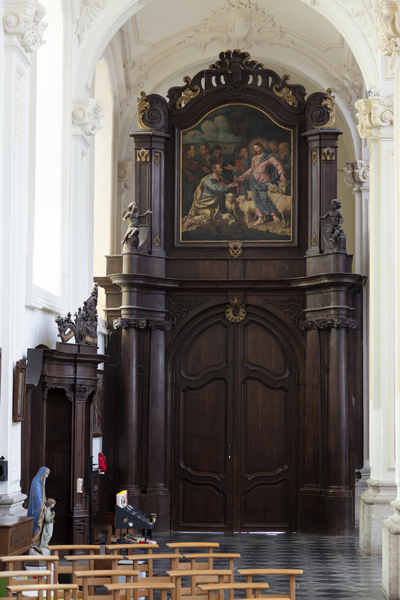
Interieur (zuidzijde)
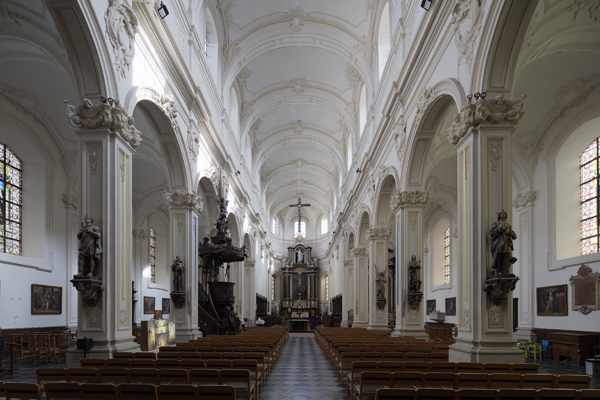
Interieur
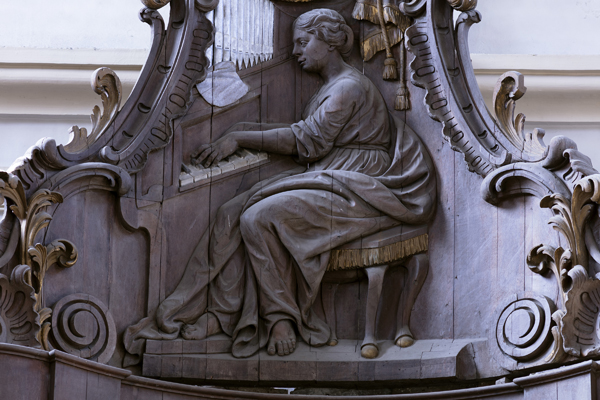
Orgel
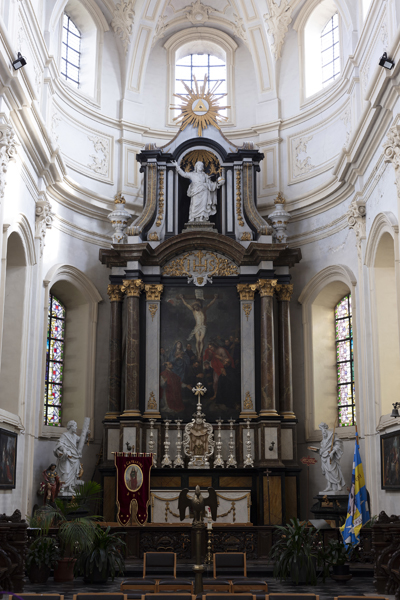
Hoofdaltaar

## Interieur
De kerk bezit enkele houten beelden zoals Jezus op de palmezel (16e eeuw) en Christus op de koude steen (begin 16e eeuw). Balthasar Beschey schilderde in 1759 een calvarie met Jezuïetenheiligen. Uit 1748 zijn beelden van Sint-Petrus en Sint-Paulus. Er is een doopvont met vier stenen maskers uit de 13e of 14e eeuw. Het 17e-eeuws koorgestoelte is in barokstijl.

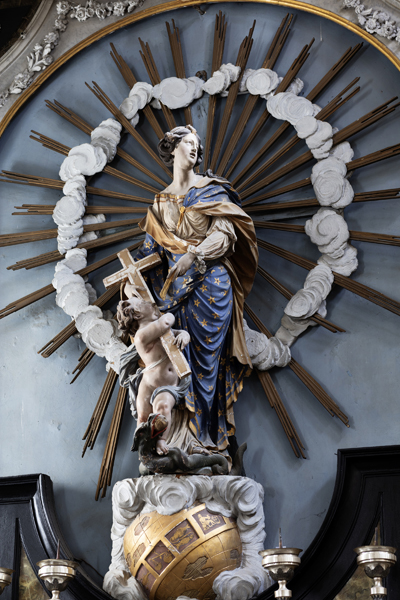
Onbevlekte Ontvangenis van Maria
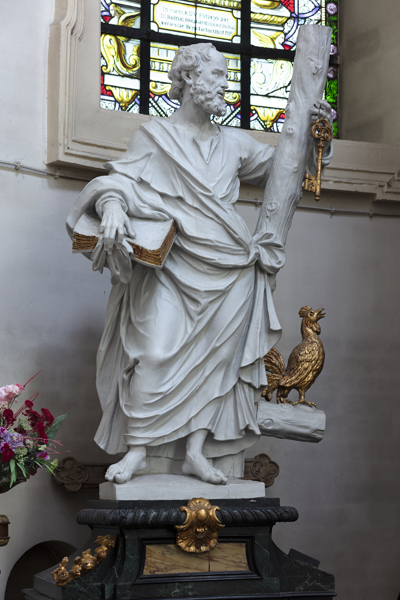
H. Petrus
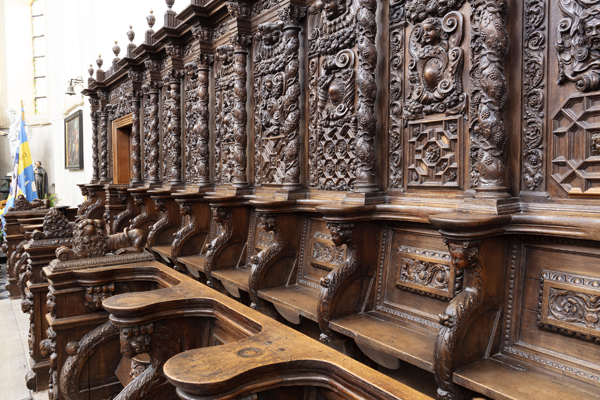
Koorgestoelte
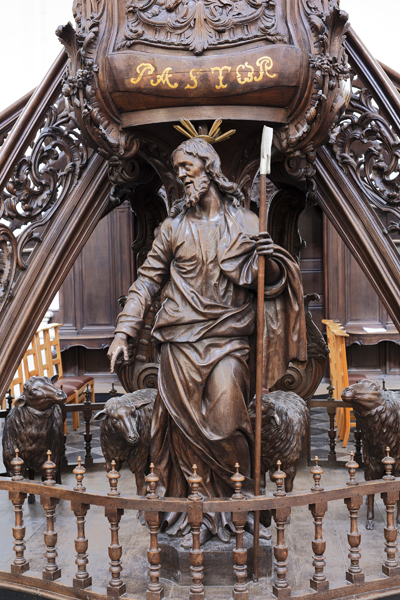
Biechtstoel